# Leigh Van Valen
Leigh Maiorana Van Valen (* 12. August 1935 in Albany; † 16. Oktober 2010 in Chicago) war ein US-amerikanischer Biologe an der University of Chicago. Seine Hauptarbeitsgebiete waren die Evolutionsbiologie und die biologische Systematik.

## Leben und Karriere
Bekannt wurde Van Valen insbesondere durch seine Formulierung eines ökologischen Artenkonzepts. Ziel dieses Vorschlags ist es, Arten durch die von ihnen bewohnten Nischen zu definieren. Bei Van Valen ist eine Nische als eine komplexe Konjunktion von Lebensbedingungen zu verstehen, so dass letztlich jeder Nische genau eine Art zugeordnet werden kann. Auch wenn dem ökologischen Artenkonzept weiterhin eine Aktualität zugesprochen werden kann, konnte es sich doch nicht als ein allgemeingültiges Konzept durchsetzen. Ein Problem ist, dass eine hinreichende Beschreibung einer Nische selbst schon auf Arten zurückgreifen muss, so dass eine vollständige Definition des Artbegriffs durch den Nischenbegriff zirkulär wäre.
Einflussreich wurde zudem Van Valens evolutionstheoretische Rote-Königin-Hypothese, die besagt, dass eine Art ständig leistungsfähiger werden muss, um ihre aktuelle Stellung aufrechtzuerhalten. Der Grund ist nach Van Valen folgender: Eine Leistungssteigerung einer Art führt in der Regel zu Nachteilen für eine andere Art. Diese muss folglich ebenfalls eine evolutionäre Leistungssteigerung durchführen, um ihre Stellung behalten zu können. Diese Dynamik kann zu einem evolutionären „Hochrüsten“ führen, aus dem keine Art einen Vorteil zieht. Ein Beispiel: Ein Baum hat in einem Wald einen großen Vorteil, wenn er höher wächst, da er so mehr Sonnenstrahlen abbekommt. Gleichzeitig verdeckt er die Sonne für andere Bäume, die folglich selbst höher werden müssen. Dies kann zu einem Höhenwachstum von Bäumen führen, das letztlich keiner Art einen Vorteil – evtl. sogar nur Nachteile – verschafft.
Bei seiner paläontologischen Arbeit über die adaptive Radiation der Säugetiere im frühen Känozoikum verwendete Van Valen Namen aus den Romanen J.R.R. Tolkiens zur Benennung fossiler Arten, siehe Skurrile wissenschaftliche Namen aus Biologie und Medizin.